# 巴拉顿奥考利
巴拉顿奥考利（匈牙利語：Balatonakali，匈牙利語發音：[ˈbɒlɒtonɒkɒli]）是匈牙利维斯普雷姆州所辖的一个村，位于巴拉顿湖畔，总面积36.20平方公里，总人口604，人口密度16.7人/平方公里（2010年1月1日）。